# Mark Reale
Pour les articles homonymes, voir Reale.
Mark Reale (né le 7 juin 1955 à Brooklyn et mort le 25 janvier 2012 à San Antonio) est un musicien américain, depuis 1975, le guitariste et le principal compositeur du groupe Riot, qu'il a fondé.

## Biographie
Il meurt à 56 ans le 25 janvier 2012,  de complications liées à la maladie de Crohn.

## Discographie

### Riot

#### Album studio
- 1977: Rock City
- 1979: Narita
- 1981: Fire Down Under
- 1982: Restless Breed
- 1984: Born in America
- 1988: Thundersteel
- 1990: The Privilege of Power
- 1993: Nightbreaker
- 1996: The Brethren of the Long House
- 1998: Irishmore
- 1999: Sons of Society
- 2002: Army of One
- 2011: Inmortal Soul

### Westworld
- 1999: Westworld
- 2000: Skin
- 2001: Live... In the Flesh
- 2002: Cyberdreams